# Pithiverais
 (juillet 2021).
Si vous disposez d'ouvrages ou d'articles de référence ou si vous connaissez des sites web de qualité traitant du thème abordé ici, merci de compléter l'article en donnant les références utiles à sa vérifiabilité et en les liant à la section « Notes et références ».
Le Pithiverais est une micro-région naturelle française située dans le département du Loiret et la région Centre-Val de Loire. Son territoire, constitué des environs de la ville de Pithiviers, fait partie de la Beauce.  Il voisine avec le Gâtinais et la forêt d'Orléans.

## Histoire
Le Pithiverais appartenait à l'ancienne province de l'Orléanais.

## Géographie
Les contours de la région sont mal définis. Elle se situe, au Nord de la forêt d'Orléans, à l'Ouest du Gâtinais, dans la partie sud de la Beauce et du bassin parisien.

## Administration
Plusieurs entités administratives peuvent être totalement ou partiellement situées sur le territoire du Pithiverais, c'est le cas des cantons de Pithiviers et d'Outarville ainsi que des intercommunalités du syndicat mixte du pays Beauce Gâtinais en Pithiverais et de la communauté de communes de la Plaine du Nord Loiret.
L'arrondissement de Pithiviers dans lequel se trouvait le Pithiverais est supprimé en 1926, puis reformé en 1942.
Le district de Pithiviers, en place de 1790 à 1795 est supprimé par la Révolution française.

## Gastronomie
- Pithiviers (pâtisserie)

## Média
Le Courrier du Loiret et La République du Centre couvrent l'actualité de la région.